# Воины (фильм, 1979)
«Во́ины» (англ. The Warriors) — художественный фильм 1979 года, снятый режиссёром Уолтером Хиллом. Фильм основан на одноимённом романе Сола Юрика 1965 года и был выпущен в прокат в США 9 февраля 1979 года компанией Paramount Pictures.
Действие происходит в недалёком будущем в Бруклине.

## Сюжет
Сайрус, лидер самой могущественной банды Нью-Йорка «Риффы», призывает объединить усилия всех уличных  банд и вообще всей уличной молодежи Нью-Йорка, чтобы победить полицию и навсегда установить контроль над городом. Во время выступления Сайруса в него стреляет психопат Лютер, лидер банды «Разбойников». Лютер сразу же сваливает вину на «Воинов», лидера которой убивают на месте.
«Риффы» объявляют охоту на остальных «Воинов». Любой, кто пропустит их беспрепятственно по своей территории, будет считаться их союзником. Им необходимо преодолеть 48 км от северной части Бронкса до своей родной территории на Кони-Айленде в южном Бруклине.
У «Риффов» есть собственная радиостанция с радиодиджеем  (Линн Тигпен). Она следит за передвижениями «Воинов», сообщая информацию другим бандитским группировкам, и в одном лице исполняет функции древнегреческого хора.
По дороге домой «Воинам» предстоит выдержать сражение с несколькими бандами. Банда в бейсбольной форме носит название «Фурии», а женская банда, представительницы которой напоминают сирен, именуется «Лиззи».
Свон — закалённый в схватках лидер «Воинов». Он хладнокровен, расчётлив и почти никогда не проявляет эмоций. Аякс — второй человек в банде — обладает в целом теми же качествами, но он грубее и напористее. Победив всех противников, «Воины» сталкиваются с теми самыми «Разбойниками» и их лидером, психопатом Лютером.
Лютер пытается убить Свона из револьвера, из которого убил и Сайруса. Но Свон ловко метает ему нож в руку. На «стрелку» прибывают   «Риффы». Свон называет виновного во всем.
Новый лидер «Риффов»  отпускает Свона и «Воинов»  с миром, и даже хвалит их: «Воины, вы молодцы». Приносит свои извинения и радиодиджей: «Предыдущая информация оказалась недостоверной. Приносим свои извинения. А всё, что мы можем сделать для ребят, которым так нелегко было сегодня добраться домой, — это поставить им песню «In the City».

## В ролях
- Майкл Бек — Свон, новый лидер «Воинов»
- Джеймс Ремар — Эйджэкс (Ajax), участник группировки «Воины»
- Дорси Райт — Клеон, убитый лидер «Воинов»
- Брайан Тайлер — Сноу, участник группировки «Воины»
- Дэвид Харрис — Кочис, участник группировки «Воины»
- Томас Дж. Уайтс — Фокс, участник группировки «Воины»
- Том Маккиттерик — Ковбой, участник группировки «Воины»
- Марселино Санчес — Рембрандт, участник группировки «Воины»
- Терри Микос — Вермин, участник группировки «Воины»
- Дебора ван Валкенбург — Мерси, девушка лидера «Сироток»
- Роджер Хилл — Сайрус, убитый лидер «Риффов»
- Дэвид Патрик Келли — Лютер, лидер «Разбойников»
- Линн Тигпен — диджей радиостанции «Риффов»
- Мерседес Рул — женщина-полицейская
- Стив Джеймс — лидер группировки «Фурии»
- Сонни Лэндэм — полицейский в подземке, которому Свон бросил в ноги биту
- Эдвард Сьюер — Масай, новый лидер «Риффов».

## Производство
В основу сценария фильма лёг роман «Воины», написанный Солом Юриком в 1965 году под влиянием сочинения Ксенофонта «Анабасис Кира», описывающего нелёгкое возвращение греческого десятитысячного отряда из неудачного военного похода в Персию. Права на экранизацию были выкуплены продюсером Лоуренсом Гордоном у кинокомпании American International Pictures, которая приобрела их в 1969 году, но не воспользовалась ими для производства фильма.
Для написания сценария Гордон привлёк Дэйвида Шэйбера. Готовый сценарий и книгу Юрика Гордон отправил режиссёру Уолтеру Хиллу, с которым они работали над фильмами «Водитель» (1978) и «Тяжёлые времена» (1978) и собирались снимать вестерн. Не получив финансирования на вестерн, Гордон и Хилл искали возможности снять новый фильм, и Гордон рассчитывал, что кинокомпания Paramount, заинтересованная в юношеском кино, профинансирует «Воинов».
Хилла привлекли «предельная простота повествования и качество сценария». Сценарий, как он был написан, представлял собой реалистичный взгляд на уличные банды, но Хилл был большим поклонником комиксов и хотел разделить фильм на главы, чтобы каждая глава «оживала, начиная с заставки». Однако Хилл работал в условиях низкого бюджета и жёсткого графика пост-продакшна из-за фиксированной даты выхода, поскольку студия хотела выпустить «Воинов» раньше конкурирующей картины о бандах под названием «Странники». В итоге Хилл смог включить этот тип перехода между сценами в режиссёрскую версию фильма, выпущенную на видео в 2005 году.

## Саундтрек
Композиция «In the City» была написана Джо Уолшем совместно с Барри Де Ворзоном специально для фильма. Она вошла в последний «классический» альбом Eagles «The Long Run», который вышел  в том же 1979 году.

## Съёмки
Координатор каскадёров Крейг Р. Баксли организовал для актёров школу трюков, поскольку Хилл хотел, чтобы в фильме были показаны реалистичные бои. Готовясь к роли, Джеймс Ремар провёл время на Кони-Айленде, чтобы найти прототип для своего персонажа. Весь фильм снимался на улицах Нью-Йорка, а некоторые закрытые сцены — на студии Astoria Studios. Съёмки велись от заката до рассвета, так как фильм отставал от графика и превышал бюджет. Хотя сцена сходки в начале фильма должна была происходить в Бронксе, на самом деле её снимали в Риверсайд-парке на Манхэттене. Сцену драки в туалете против «Панков» снимали в студии. Весь фильм снимался только на Манхэттене, в Бруклине и Куинсе. Актёр Джоэл Вайс вспоминает, что сцена в печально известном манхэттенском районе Алфабет-Сити, была отменена, потому что неподалёку произошло двойное убийство. Для большой сходки в начале фильма Хилл хотел, чтобы в сцене участвовали настоящие члены банд, а в толпе также находились полицейские, чтобы не было никаких проблем.

## Развитие
В 1979 году вышел саундтрек к фильму.
В 2005 году компания по производству игрушек Mezco Toyz выпустила action figures основных персонажей фильма — Свона, Клеона, Кочиса, Эйджекса, Лютера и члена банды «The Baseball Furies».
17 октября 2005 года по мотивам фильма компания Rockstar Games создала игру The Warriors для игровых приставок Xbox, Playstation 2 и Playstation Portable.

## Критика
«Воины» стал культовым фильмом, и некоторые кинокритики с тех пор пересмотрели оценки на него. По состоянию на январь 2024 года фильм получил рейтинг одобрения 88 % на сайте Rotten Tomatoes на основе 51 рецензии. Консенсус критиков гласит: «Как бы жестоки и стильны они ни были, „Воины“ — это захватывающий образец бульварного кинопроизводства».
В 2003 году журнал Entertainment Weekly поместил фильм на шестнадцатое место в списке лучших 50 культовых фильмов, а в 2008 году — на четырнадцатое место в списке самых противоречивых фильмов кинематографа.